# Yunlong (Dali)

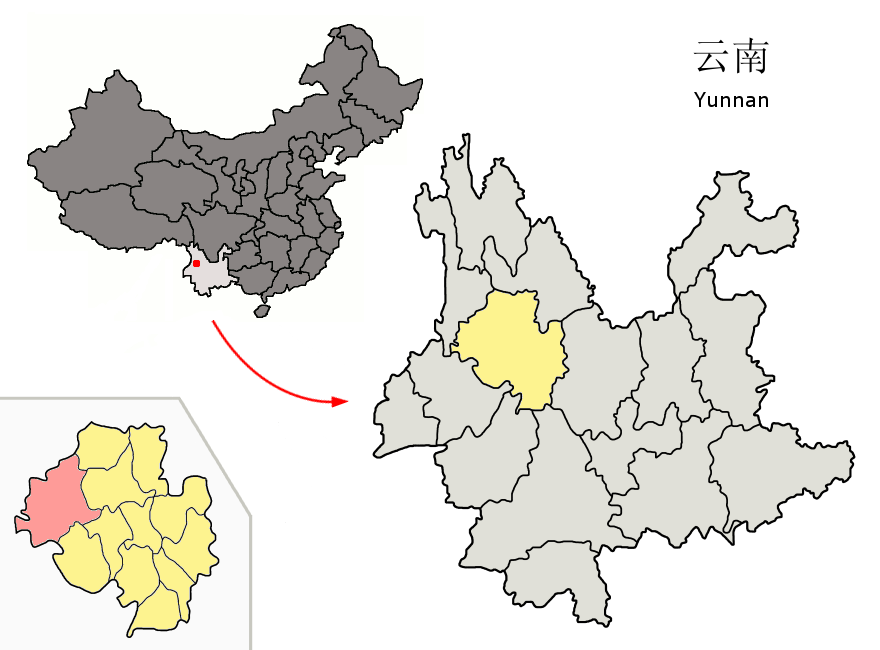
Lage des Kreises Yunlong (rosa) im autonomen Bezirk Dali der Bai (gelb)

Der Kreis Yunlong (云龙县,  Yúnlóng Xiàn) ist ein Kreis im Westen des autonomen Bezirks Dali der Bai in der chinesischen Provinz Yunnan. 
Er hat eine Fläche von 4.368 km² und 182.977 Einwohner (Stand: Zensus 2020). Sein Hauptort ist die  Großgemeinde Nuodeng (诺邓镇).

## Administrative Gliederung
Auf Gemeindeebene setzt sich der Kreis aus vier Großgemeinden und sieben Gemeinden (davon eine der Yi und eine der Lisu) zusammen. Diese sind:
- Großgemeinde Nuodeng 诺邓镇
- Großgemeinde Gongguoqiao 功果桥镇
- Großgemeinde Caojian 漕涧镇
- Großgemeinde Baishi 白石镇

- Gemeinde Baofeng 宝丰乡
- Gemeinde Guanping 关坪乡
- Gemeinde Tuanjie der Yi 团结彝族乡
- Gemeinde Changxin 长新乡
- Gemeinde Jiancao 检槽乡
- Gemeinde Miaowei der Lisu 苗尾傈僳族乡
- Gemeinde Minjian 民建乡